# Diego Robles
Diego Hernán Robles (Morón, 31 de octubre de 1985) es un destacado entrenador de alto rendimiento en patinaje artístico sobre hielo, con más de una década de experiencia en la formación integral de patinadores. Especializado en guiar a patinadores desde niveles fundamentales hasta el más alto rendimiento, su dominio abarca conocimientos técnicos en todos los saltos triples, habilidades avanzadas de patinaje, y piruetas complejas. Es reconocido por su trabajo con patinadores individuales tanto femeninos como masculinos desde temprana edad.
Desde muy joven se destacó como deportista argentino, empezó en el patinaje artístico sobre ruedas y luego convirtió su técnica al patinaje artístico sobre hielo. Conocido en la primera edición del programa de televisión Patinando por un sueño de 2007, en ArgentinaFue el patinador que acompañó a Wanda Nara en el programa conducido por Marcelo Tinelli.

## Biografía
Diego Hernán Robles nació en la ciudad de Morón, ciudad cabecera del partido homónimo de la provincia argentina de Buenos Aires, ubicada al oeste de la Ciudad Autónoma de Buenos Aires. Comenzó a patinar desde los cinco años de edad en Argentina y completó su formación en Italia. Esto le permitió obtener siete veces el título de Campeón Nacional en Pareja Danza en distintas categorías por edad y dos veces el título de Campeón Nacional en modalidades individual Libre y Figuras Obligatorias. También como deportista fue Campeón Sudamericano Infantil, en Uruguay 1997; Bronce Mundial Junior en Argentina 2003, modalidad Combinada; luego ranqueado 15.º lugar en categoría Senior, modalidad Libre en Australia 2007 y Plata Mundial en modalidad Show Small Group, Alemania 2009.
Se formó desde su niñez como bailarín, en múltiples modalidades (Ballet, Flamenco, Contemporáneo, Jazz y Tango) bajo la tutela de su hermana Nora Robles, actual Directora de la Compañía Tangokinesis.

## Entrenador
Como entrenador se inició en el patinaje artístico sobre ruedas desarrollándose en Argentina, Brasil, Chile, Ecuador y Paraguay, en la que destacan títulos de alumnos Campeones Nacionales de múltiples categorías, a su vez que también destacan títulos de Campeones Sudamericanos en categorías Infantiles y medallistas mundiales en categoría Junior.
Desde su incursión en el patinaje sobre hielo en 2006, luego de casi una década, tomó la decisión de dedicarse a tiempo completo como entrenador de Patinaje Artístico sobre Hielo, desde 2015 a la actualidad, comenzando una exitosa carrera como Coach formador y de alto rendimiento de nuevos talentos.
Como Fundador y Director Técnico de Club Diamonds en Ecuador, Diego Hernán Robles lideró al equipo hacia el título nacional federado en 2022 mediante la acumulación de medallas válidas, compitiendo con tres o más clubes por nivel y categoría. Bajo su dirección, el club estableció un récord en la Federación Ecuatoriana de Patinaje (FEP) con puntuaciones técnicas y totales sin precedentes en múltiples categorías, destacando en los Campeonatos Nacionales y el Campeonato Latinoamericano de Clubes en Lima 2023, avalado por la ISU.
Resultados notables incluyen:
- Más de 100 campeones nacionales no federados en Ecuador.
- Más de 50 campeones sudamericanos interclubes.
- Más de 15 campeones nacionales federados en Ecuador.
- Posicionó al Club Diamonds como Campeón Nacional de Patinaje Artístico sobre Hielo en 2022.
- Récords en puntajes totales y TES en categorías de Nivel Básico y Pre-preliminary a nivel nacional y latinoamericano.

Diego Hernán Robles ha sido fundamental en el desarrollo del semillero más joven y exitoso de Sudamérica en la modalidad individual femenina, alcanzando este éxito en solo dos años. Además, ha creado un sistema de entrenamiento propio para Latinoamérica, inspirado en la escuela rusa, que fusiona influencias europeas y norteamericanas.
Actualmente se desempeña como Director Técnico del Jockey Frost Center desde junio de 2024 en Lima, Perú, donde lidera programas de formación integral y alto rendimiento para niños, adolescentes y adultos.

## Formación
Su formación académica en Ciencias del Deporte, y conocimientos específicos en la técnica y metodología del patinaje sobre hielo de grandes maestros rusos, europeos y americanos, que colaboraron con él directamente en Club Diamonds, para entrenadores avalados por ISU (International Skating Union). Integró a su planificación conocimientos de otros deportes y áreas del conocimiento como la gimnasia, el atletismo, el coaching mental y la actuación creando un equipo interdisciplinario que trabaja junto a él.  
En noviembre de 2022 fue anfitrión y organizador del Casting de Disney On Ice para Ecuador. Desde entonces también forma talentos para el mundo del espectáculo sobre hielo. Desde enero de 2023, es miembro fundador de "Coaching Alliance of South America" (CASA).